# Алуминиево фолио
Алуминиевото фолио е фолио изградено от алуминий направен под формата на тънки метални листове, с тънкост по-малка от 0.2 мм като най-често се използва фолио с дебелина по-малка до 0,006 мм. Фолиото е лесно използваемо и може да се използва за опаковане на предмети с лекота. Тънкото фолио е чупливо, лесно се поврежда и често е покрито с други материали като хартия или пластмаса, за да е по-използваемо. Алуминиевото фолио е заменило калай в средата на 20 век.
Годишното производство на алуминиево фолио било приблизително 800 000 тона в Европа и 600 000 тона в САЩ през 2003 година. Около 75% от алуминиевото фолио се използват за пакетиране на храни, козметика и химически продукти, а останалите 25% за индустриални цели като термична изолация (особено при нагревателните печки и фурни), кабели и електроника. Алуминиевото фолио има способността да предпазва от електромагнитни вълни с малки стойности и за това може да се използва за екраниране на комуникационни кабели.

## История

### Преди алуминиевото фолио
Фолиото направено от тънък слой калай било използвано масово преди появата на алуминиевото. В късния 19 век и началото на 20 век, калаевото фолио се използвало много и хората продължили да назовават новия продукт по старото му име. Калаевото фолио придавало вкус на калай на храната, която предпазвало, което е главната причина да бъде заменено от алуминиевото фолио за опаковане на храна.
Първите аудио записи с фонографски цилиндри били направени върху калаево фолио.

### Първото алуминиево фолио
Калаят бил заменен от алуминия през 1910 г., когато първата фабрика за алуминиево фолио била отворена в Швейцария. Фабриката започнала работа през 1886 г. в Рейнфал използвала енергията на водопада, за да произвеждала алуминий.
Първата употреба на фолио в САЩ била през 1913 г.